# Nowosiłka (hromada Derażnia)
Nowosiłka (ukr. Новосілка, hist. pol. Nowosiółka) – wieś na Ukrainie, w obwodzie chmielnickim, w rejonie chmielnickim, w hromadzie derażniańskiej. Do 2020 r. w nieistniejącym już rejonie derażniańskim.

## Historia
16 grudnia 1748 roku August III Sas podarował Nowosiółkę, wraz z Krasnosiółką staroście Józefowi i jego żonie Mariannie (z d. Zielińskiej) Pułaskim. Właścicielem wsi był Jan Kicki, wojewoda ruski w latach 1791–1794, który został pochowany tutaj, w podziemiach fundowanego przez siebie kościoła pw. Trójcy Świętej.
Przez pewien czas wieś wchodziła w skład starostwa barskiego I Rzeczypospolitej, a podczas zaborów – gminy derażniańskiej, powiatu latyczowskiego.

## Zabytki, religia
- kościół pw. Trójcy Świętej z 1797; znajdowały się tutaj portrety fundatora i podkomorzego wołyńskiego Teodora Wisłockiego, w podziemiach którego zostali oni pochowani[7]
- cerkiew NMP